# Bonnie et Clyde (film)
Cet article concerne le film d'Arthur Penn. Pour le couple de criminels américains, voir Bonnie et Clyde.
Pour les articles homonymes, voir Bonnie and Clyde.
Pour plus de détails, voir Fiche technique et Distribution.
Bonnie et Clyde (Bonnie and Clyde) est un film américain réalisé par Arthur Penn en 1967 fondé sur la vie de Bonnie et Clyde.
Bonnie et Clyde est considéré comme un film culte et l'un des premiers succès du Nouvel Hollywood qui brisa plusieurs tabous cinématographiques. Le succès du film encouragea d'autres réalisateurs à faire des films où sont représentées des scènes de violences ou de sexe. La scène finale est emblématique car, à l'époque, elle était « une des scènes de mort les plus sanglantes de toute l'histoire du cinéma ».
Bonnie and Clyde a été sélectionné par le National Film Registry pour être conservé à la Bibliothèque du Congrès aux États-Unis pour son « importance culturelle, historique ou esthétique » en 1992.

## Synopsis

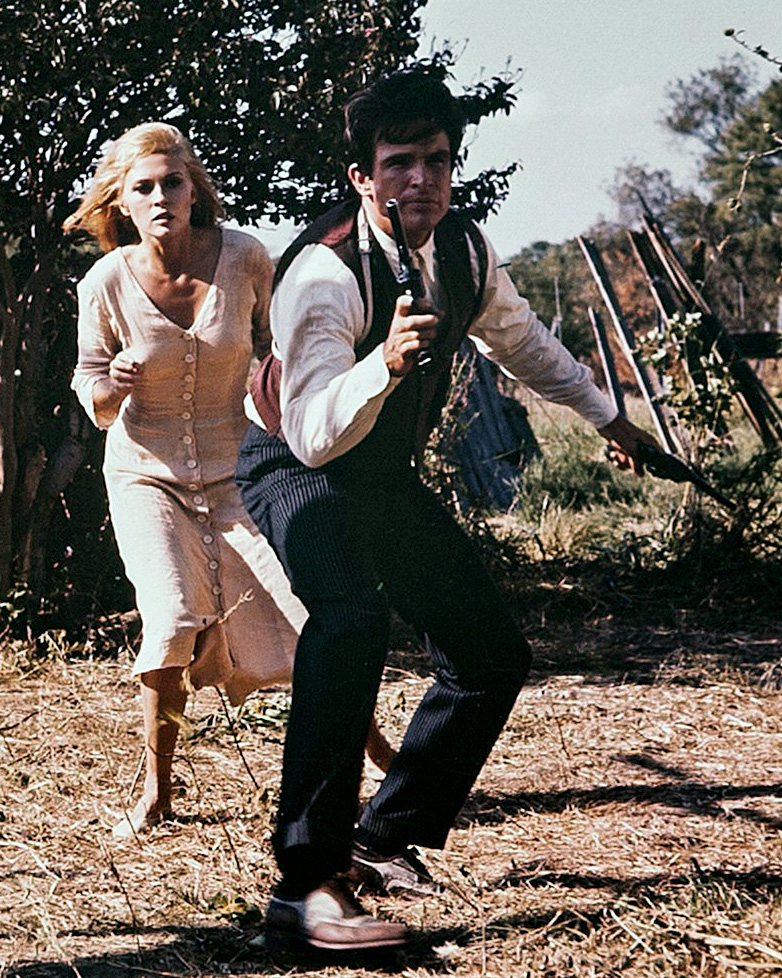
Faye Dunaway et Warren Beatty dans une photo promotionnelle

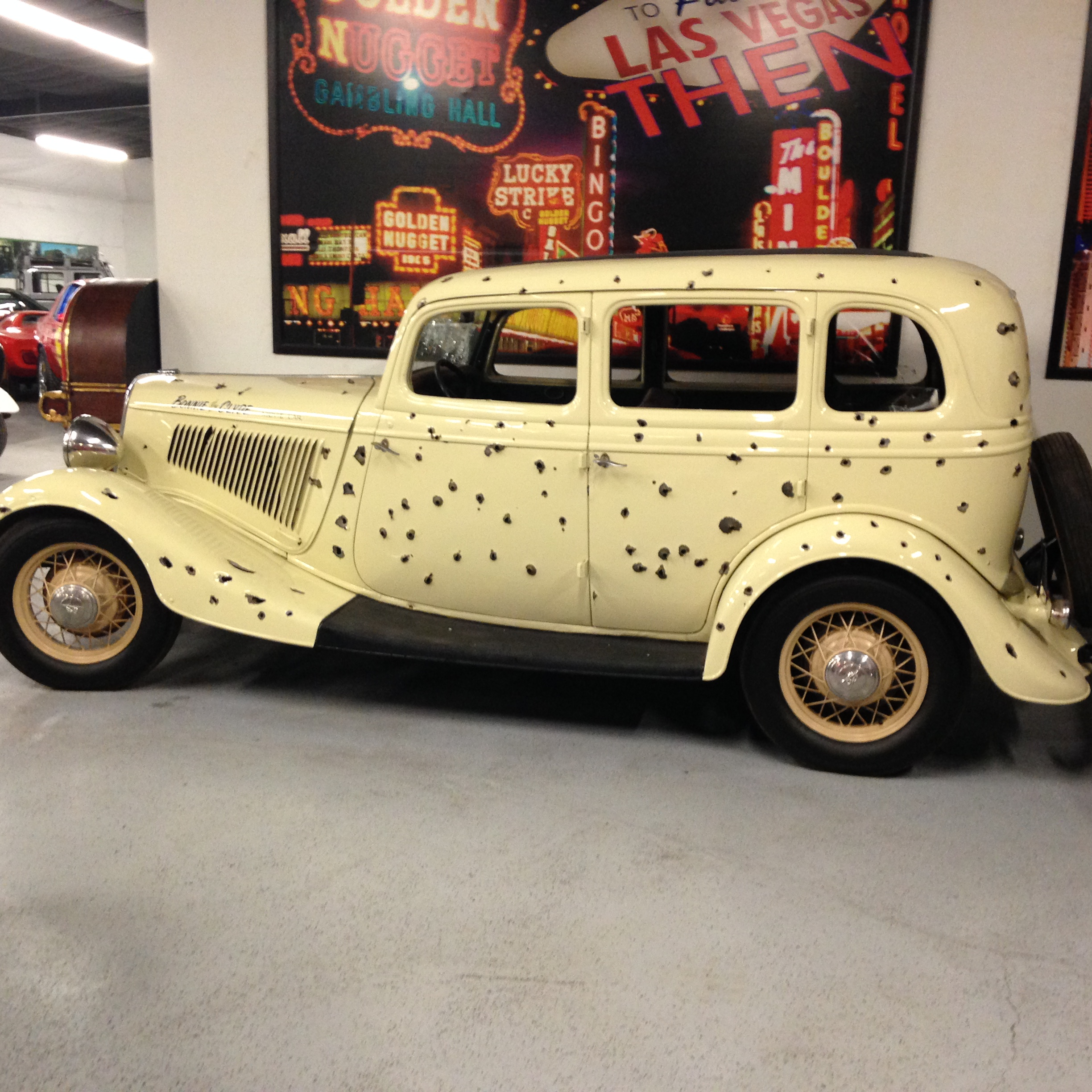
La voiture de Bonnie et Clyde utilisée dans le film, exposée au Hollywood Cars Museum.

Au cœur des petites bourgades de l'Amérique des années 1930, ravagée par la Grande Dépression, sévit le gang formé par Bonnie Parker (Faye Dunaway) et Clyde Barrow (Warren Beatty) spécialisé dans le braquage de banques. Ils se sont rencontrés lorsque Clyde a tenté de voler la voiture de la mère de Bonnie.
Bonnie, qui s'ennuie dans son travail de serveuse, est intriguée par Clyde et décide de le suivre afin de devenir son associée. Ils vont de braquage en braquage qui, malgré l'excitation procurée, ne sont pas très lucratifs. Bravant effrontément la loi, le couple et leurs complices doivent bientôt faire face à leur destinée tragique.
Le duo de criminels passe à la vitesse supérieure lorsqu'ils recrutent un préposé de station service stupide, CW Moss (Michael J. Pollard), ainsi que le frère aîné de Clyde, Buck (Gene Hackman), et son épouse, Blanche (Estelle Parsons), la fille d'un prédicateur. Ces deux femmes (Blanche et Bonnie) se détestent dès le premier regard et leur rivalité ne va cesser d'augmenter : Blanche n'a que du mépris pour Bonnie, Clyde et CW, tandis que Bonnie voit en Blanche un danger pour l'harmonie du groupe.
Bonnie et Clyde se tournent vers des braquages à la petite semaine pour voler les banques. Leurs exploits deviennent plus violents. Lorsque CW bâcle un vol de banque en parquant la voiture de fuite dans un créneau, Clyde tire sur le directeur de la banque en plein visage, qui s'était agrippé au marchepied de la voiture. Le gang est poursuivi par les forces de l'ordre, y compris le Texas Ranger Frank Hamer (Denver Pyle). Ce dernier est capturé et humilié par les bandits, puis relâché. Plus tard, un raid de la police attire le gang dans un piège. Les bandits sont alors pris au dépourvu, Buck est mortellement blessé par un tir à la tête, et Blanche est blessée à l'œil. Bonnie, Clyde et CW s'échappent de justesse. Blanche, qui est devenue aveugle, est en garde à vue. Hamer l'interroge et la femme de Buck lui révèle le nom de CW, qui n'était jusqu'à présent encore qu'un "suspect non identifié."
Hamer localise Bonnie, Clyde et CW qui se cachent dans la maison du père de CW, Ivan Moss (Dub Taylor). Ce dernier pense que le couple a corrompu son fils, celui-ci s'étant fait tatouer le portrait de Bonnie sur le torse. Il fait un marché avec Hamer : en échange de la clémence pour son fils, il aide la police à établir un piège pour les arrêter. Lorsque Bonnie et Clyde s'arrêtent sur le bord de la route pour aider M. Moss à changer un pneu à plat, la police, qui se trouve dans les buissons et dans un véhicule, ouvre le feu et les mitraille violemment. Hamer et sa bande sortent alors de leurs cachettes et contemplent d'un air pensif les corps du couple criblés de balles.

## Fiche technique
- Titre : Bonnie et Clyde
- Titre original : Bonnie and Clyde
- Réalisation : Arthur Penn
- Scénario : Robert Benton et David Newman
- Musique : Charles Strouse
- Chanson du générique : Rudy Vallée, Deep Night
- Montage : Dede Allen
- Chef décorateur : Dean Tavoularis
- Photographie : Burnett Guffey
- Costumes : Theadora Van Runkle
- Production : Warren Beatty
- Sociétés de production : Tatira-Hiller Productions et Warner Bros.-Seven Arts
- Budget : 2,5 millions de $
- Pays d'origine :  États-Unis
- Langue originale : anglais
- Format : Couleurs - 1.85 : 1 - 35 mm - Mono
- Genre : Biopic, drame et film de gangsters
- Durée : 111 minutes
- Dates de sortie :
  - États-Unis : 13 août 1967
  - France : 8 novembre 1967
- Classification :
  - France : interdit aux moins de 18 ans lors de sa sortie initiale[2], tous publics depuis 1995[3]
- Affiches : Bill Gold (États-Unis), Raymond Elseviers (Belgique), Macario Gómez Quibus/Giuliano Nistri (Espagne), René Ferracci (France), Giuliano Nistri (Italie, Japon, Royaume-Uni)

## Distribution
- Warren Beatty (VF : Marc Cassot) : Clyde Barrow
- Faye Dunaway (VF : Jeanine Freson) : Bonnie Parker
- Michael J. Pollard (VF : Eddy Rasimi) : C.W. Moss
- Gene Hackman (VF : André Valmy) : Buck Barrow
- Estelle Parsons (VF : Laurence Badie) : Blanche
- Denver Pyle (VF : Jean Martinelli) : Frank Hamer
- Dub Taylor (VF : Serge Nadaud) : Ivan Moss
- Evans Evans : Velma Davis
- Gene Wilder (VF : Serge Lhorca) : Eugene Grizzard
- Mabel Cavitt : Mrs Parker

## Production

### Scénario et financement
À l'origine du film est le livre de l'historien John Toland The Dillinger Days qui narre l'histoire de Bonnie Parker et Clyde Barrow. Les jeunes scénaristes Robert Benton et David Newman décident de l'adapter, en premier parce que l'histoire de ces gangsters est légendaire dans l'Est du Texas dont est originaire Benton (les enfants s'y déguisent en Bonnie et Clyde pour Halloween, par exemple) mais aussi parce qu'ils sont séduits par l'aspect révolutionnaire du couple qu'ils trouvent en rapport avec l'esprit de la fin des années 1960.
Pleins d'admiration pour François Truffaut, les deux scénaristes lui envoient leur texte pour lui proposer de le réaliser. Le réalisateur français aime le scénario, mais est trop pris lui-même pour s'en charger, il souhaite s'occuper de son projet Fahrenheit 451. Il commence par conseiller à Benton et Newman de s'adresser à Jean-Luc Godard, puis accepte que son nom soit associé au projet tandis que les scénaristes démarchent des productions hollywoodiennes. Cette version du scénario montrant Barrow, Parker et C. W. dans un « ménage à trois », il est extrêmement difficile de convaincre un producteur. Parallèlement à ces démarches, François Truffaut rencontre Warren Beatty à Paris et lui conseille de lire ce scénario en lui assurant qu'il devrait l'aimer. La carrière de cet acteur est à cette époque ralentie, les studio le prenant pour un simple play-boy et il cherche un projet pour se relancer. Il contacte les scénaristes pour lire le texte, et, alors qu'ils imaginent que Beatty sera rebuté par l'aspect bisexuel du personnage principal, il accepte le rôle.
Comme Warren Beatty avait perdu le contrôle sur Quoi de neuf, Pussycat ?, film dont il était à l'origine et qui devait relancer sa carrière, au point qu'il avait quitté le projet, il tient à contrôler Bonnie et Clyde et décide pour ce faire de le produire. Sa société de production, achète les droits du scénario pour 7 500 dollars. Mais il se met à hésiter pour ce qui est de tenir le rôle principal, pensant notamment le confier à Bob Dylan. Voyant ses doutes, son ami Robert Towne lui conseille de « foncer » car il estime qu'il s'agit d'un « scénario en or. »
Afin de financer le film, Warren Beatty demande aux deux scénaristes de retravailler leur texte afin qu'il soit plus facilement acceptable pour les grands studio hollywoodiens.
Warren Beatty devant produire et jouer dans le film, il décide de confier la réalisation à quelqu'un d'autre. Il essuie plusieurs refus, et Robert Benton et David Newman lui proposent de s'adresser à Arthur Penn dont ils aiment le film Mickey One où jouait Beatty. Le film a pourtant été un échec commercial, et Warren Beatty le trouve « affecté et prétentieux » mais il apprécie Penn et le trouve intelligent, il décide donc de le convaincre de réaliser Bonnie et Clyde. Le réalisateur, depuis l'échec de Mickey One vit à l'écart d'Hollywood. Il n'est pas très intéressé par le scénario mais y voit une chance rare de pouvoir redevenir un metteur en scène de premier plan. Il commence à travailler avec les scénaristes.
Warren Beatty conclut un accord avec Warner Bros. Il obtient 200 000 dollars au départ, et 40 % de la marge brute du film. Warren Beatty ne touchera rien tant que le film n'aura pas rapporté trois fois ce qu'il a couté en production et postproduction. La Warner n'escompte en effet pas que le film soit un gros succès : s'il rapporte deux fois son coût, le studio rentrera dans ses frais en gagnant un peu d'argent. Ce contrat, avec l'énorme succès du film, sera finalement « une catastrophe pour la Warner et une bénédiction pour Beatty. »
Selon une « légende hollywoodienne » tenace que Warren Beatty a démentie, il aurait été jusqu'à s'agenouiller devant Jack Warner pour qu'il accepte de faire le film.

## Box-office
- Box-office aux États-Unis : 50 millions de $
- Box-office en France : 1 874 647 entrées
- Box-office mondial : 70 millions de $

## Anecdotes
- Beatty n'était pas convaincu par le choix de Faye Dunaway et du reste, les deux acteurs ne s'entendaient guère sur le tournage. C'est à Jane Fonda que le rôle avait été proposé, mais, habitant alors en France et ne souhaitant pas s'installer aux États-Unis pour le tournage, elle refusa[9].
- Déjà avant sa sortie en salle, le film fut critiqué pour la « glamourisation » des deux tueurs ainsi que pour sa violence et son humour noir. Mais finalement, il trouva un accueil critique et populaire impressionnant[9].
- Le film est sorti juste un an avant les événements de mai 68 en France. L'engouement du jeune public pour le film s'explique sans doute par le fait qu'il met en vedette des héros aux comportements juvéniles et en quête d'un épanouissement sexuel. En résumé, une véritable échappatoire pour une jeunesse alors à la recherche de nouveaux repères[réf. nécessaire].
- Au moment d'une course poursuite, deux voitures dévalent une colline face caméra et s'approchent progressivement au premier plan. Un mouvement de caméra brusque au moment où la première voiture arrive au premier plan à vive allure trahit la peur du cadreur à ce moment-là (le véhicule esquive la caméra au dernier moment).
- Le film fut tourné sur les lieux authentiques des méfaits du gang Barrow. Le tournage a eu lieu d'octobre à décembre 1966.
- L'année de la sortie du film, Serge Gainsbourg enregistre la chanson Bonnie and Clyde avec Brigitte Bardot.
- Morgan Fairchild y fait ses débuts au cinéma en tant que doublure de Faye Dunaway.
- Ce film marque la première apparition de l'acteur Gene Wilder sur le grand écran.
- La sœur de Bonnie Parker et le neveu de Clyde Barrow, s'estimant diffamés, réclamèrent des dommages et intérêts[10].
- Le morceau de bluegrass Foggy Mountain Breakdown est utilisé pour accompagner les scènes de poursuite en voiture, ce qui a contribué à refaire connaître dans le grand public ce morceau datant de 1949.
- L'extrait de la comédie musicale We're in the money projetée dans le cinéma où les protagonistes trouvent refuge après leur premier homicide provient de Chercheuses d'or de Mervyn Leroy (1933)

## Distinctions

### Récompenses
- Oscars 1968
  - Meilleure actrice dans un second rôle pour Estelle Parsons
  - Meilleure photographie pour Burnett Guffey
- Prix du meilleur film au Festival international du film de Mar del Plata en 1968[11].

### Nominations
- Oscars 1968
  - Meilleur film
  - Meilleur réalisateur pour Arthur Penn
  - Meilleur acteur pour Warren Beatty
  - Meilleure actrice pour Faye Dunaway
  - Meilleur acteur dans un second rôle pour Gene Hackman
  - Meilleur acteur dans un second rôle pour Michael J. Pollard
  - Meilleur scénario original pour David Newman et Robert Benton
  - Meilleurs costumes pour Theadora Van Runkle

- 25e cérémonie des Golden Globes
  - Meilleur film dramatique
  - Meilleur réalisateur pour Arthur Penn
  - Meilleur acteur dans un film dramatique pour Warren Beatty
  - Meilleure actrice dans un film dramatique pour Faye Dunaway
  - Meilleur acteur dans un second rôle pour Michael J. Pollard
  - Meilleur scénario
  - Révélation masculine de l'année pour Michael J. Pollard